# シャローパーサ
シャローパーサ（英: Shallow parser）とは、文の構成要素（名詞句、動詞など）を特定する構文解析の一種である。ただし、文の内部構造は特定せず、文における各構成要素の役割も特定しない（つまり、主語、述語、目的語といった判別をしない）。チャンキング (chunking) とも呼ばれる。
自然言語処理でよく使われる技法である。コンピュータ言語の字句解析に近く、日本語においては形態素解析に近い。